# Олга Головкина
Олга Ганадијевна Головкина (рус. Ольга Геннадьевна Головкина; Перм, 17. децембар или 14. септембар 1986) је руска атлетичарка специјалиста за трке на 1,500, 3.000, 5.000 метара.

## Спортска биографија
Чланица је клуба Луч, а тренер јој је Сергеј Попов. Од 2010 је чланица атлетске репрезентације Русије. Најбоље резултате постиже у дисциплини трчања на 5.000 метара.
Прво велико такмичење било је Европско првенство 2010. у Барселони где је у финалу заузела 11 место.
Највеће досадашње успехе постиже 2012. године. У фебруару је победила на првенству Русије у дворани, у јуну на Купу Москве, а врхунац постиже на Европском првенству у Хелсинкију. Освојила је златну медаљу резултатом 15:11;70 мин. испред Људмиле Коваленко из Украјине и Саре Мореира из Португалије.
У августу учествује на Олимпијским играма у Лондону када у предтакмичењу поставља лични рекорд 15:05,26, а у финалној трци заузима 9. место

## Значајнији резултати
| Год. | Такмичење          | Место             | Плас. | Рез.     |         |
| ---- | ------------------ | ----------------- | ----- | -------- | ------- |
| 2010 | Европско првенство | Барселона Шпанија | 11    | 15:31,11 | 5.000 м |
| 2012 | Европско првенство | Хелсинки, Финска  |       | 15:11,70 | 5.000 м |
| 2012 | Олимпијске игре    | Лондон, УК        | 9     | 15:17,88 | 5.000 м |

## Лични рекорди
- 1.500 м: 4:06,75 мин, 9. јул 2011, Москва
  - Дворана: 4:17,26 мин, 11. фебруар 2012, Москва
- 3.000 м: 9:01,91 мин, 6. август 2011, Москва
  - Дворана: 8:57,52 мин, 22. фебруар 2012, Москва
- 5.000 м: 15:05,26 мин, 7. август 2012, Лондон (ЛОИ)
  - Дворана: 15:39,61 мин, 24. фебруар 2012, Москва